# 10544 Hörsnebara
10544 Hörsnebara är en asteroid i huvudbältet som upptäcktes den 29 februari 1992 i samband med det svenska projektet UESAC. Den fick den preliminära beteckningen 1992 DA9 och  namngavs senare efter socknarna Hörsnebara och Bara på Gotland, som sedan 1971 är en del av Gotlands kommun.
Hörsnebaras senaste periheliepassage skedde den 9 april 2023.